# 大西隆
大西 隆（おおにし たかし、1948年7月16日 - ）は、日本の都市工学者（土木工学・建築学）。東京大学名誉教授。工学博士（東京大学・1980年）。愛媛県出身。
都市計画、地域計画、社会システム工学、安全システムなどを研究し、国土計画、地域開発、都市開発などを手掛けている。

## 学会
- 日本都市計画学会（元会長）[2]
- 日本テレワーク学会（元会長）

## 来歴
愛媛県松山市生まれ。1975年東京大学工学部卒業、大学院修士課程後、大学院博士課程修了（いずれも都市工学専攻）。
長岡技術科学大学工学部助手、助教授を経て、アジア工科大学院助教授、東大工学部助教授、教授、国連大学高等研究所教授を兼任、東京大学先端科学技術研究センター教授などを歴任。
2011年10月日本学術会議会長。2013年、東京大学名誉教授、慶應義塾大学大学院政策・メディア研究科特別招聘教授。2014年4月から2020年3月まで豊橋技術科学大学学長。
一般社団法人国立大学協会副会長、東日本大震災復興構想会議委員、総合科学技術・イノベーション会議議員なども務めた。
研究業績として、海外公表の英文プロフィールに学術的著述1,000以上と公表している。
大学の新規事業への参画を積極的に推進している。2015年度には、大学の軍事研究を積極的に推進。豊橋技術科学大学では、大西の積極的な取り組みにより、防衛省が研究費を支給する「安全保障技術研究推進制度」による研究費資金を獲得。有毒ガスを吸着するシートの開発に取り組んでいる。また、2016年4月の日本学術会議総会では「大学などの研究者が、自衛の目的にかなう基礎的な研究開発することは許容されるべきだ」とする考えを示した。

## 略歴
- 1948年 - 愛媛県松山市にて誕生
- 1975年
  - 東京大学工学部卒業
  - 日本開発銀行設備投資研究所嘱託研究員

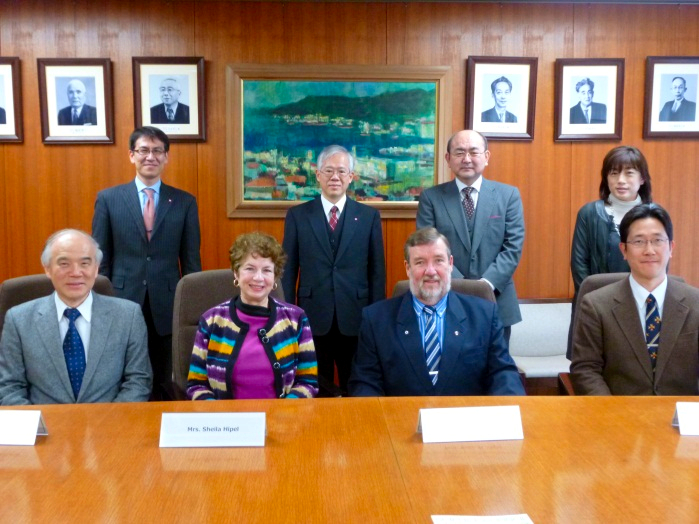
2014年2月25日、日本学術会議庁舎にてカナダ王立協会科学アカデミー会長キース・ヒッペル（前列右から2人目）、会長夫人シェイラ・ヒッペル（前列左から2人目）、日本学術会議事務局局長田口和也（後列左から2人目）、次長飯島信也（後列右から2人目）、参事官（国際業務担当）佐藤正一（後列左端）、東京工業大学大学院社会理工学研究科教授猪原健弘（前列右端）、秘書勢川聡美（後列右端）と

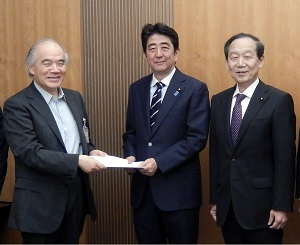
2015年5月7日、内閣総理大臣安倍晋三（中央）、内閣府特命担当大臣（科学技術政策担当）山口俊一（右）に声明を手交

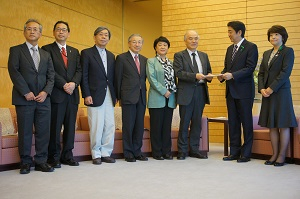
2016年4月19日、総理大臣官邸にて内閣総理大臣安倍晋三（右から2人目）、内閣府特命担当大臣（科学技術政策担当）島尻安伊子（右端）に声明を手交

- 1977年 - 東京大学大学院工学系研究科修士課程修了
- 1980年 - 東京大学大学院工学系研究科博士課程修了
- 1981年 - 長岡技術科学大学工学部助手
- 1982年 - 長岡技術科学大学工学部助教授
- 1984年 - アジア工科大学助教授
- 1987年 - マサチューセッツ工科大学都市建築研究所客員研究員
- 1988年 - 東京大学工学部助教授
- 1995年 - 東京大学大学院工学系研究科教授
- 1996年 - 国連大学高等研究所兼任教授
- 1998年 - 東京大学先端科学技術研究センター教授
- 2004年 - 政策研究大学院大学客員教授
- 2006年 - 東洋大学大学院経済学研究科講師
- 2007年 - 東京大学大学院工学系研究科都市持続再生学コース長
- 2008年 - 東京大学大学院工学系研究科教授
- 2011年
  - 日本学術会議会長、日本計画行政学会会長[10]
  - 総合科学技術会議非常勤議員
- 2013年
  - 慶應義塾大学大学院政策・メディア研究科特別招聘教授
  - 東京大学名誉教授
- 2014年 - 豊橋技術科学大学学長

## 賞歴
- 1993年 - テレコム社会科学賞
- 1995年 - 日本計画行政学会論文賞
- 2011年 - MIPIM Awards未来プロジェクト部門最優秀賞（チームリーダー：西郷真理子（東京大学まちづくり大学院非常勤講師、株式会社まちづくりカンパニー・シープネットワーク代表取締役））

## 著作
- 博士論文『地域開発の評価に関する基礎的研究』工学博士、東京大学、甲第5277号、1980年7月4日。
- 『地域交通を歩く』
- 『都市交通へのパースペクティブ』
- 『分権改革の新展開に向けて』
- 『自治体の構想－課題』
- 『逆都市化時代』
- 『都市とは何か』
- 『低炭素都市－これからのまちづくり』
- 今田高俊・鈴木達治郎・武田精悦・石橋克彦・山口幸夫・舩橋晴俊・千木良雅弘・山地憲治・柴田徳思・大西隆『高レベル放射性廃棄物の最終処分について 学術会議叢書 (21)』公益財団法人日本学術協力財団 2014
- 『日本学術会議 歴史と実績を踏まえ、在り方を問う』